# Jovan Novak
Jovan Novak (Vršac, 8 de noviembre de 1994) es un jugador de baloncesto serbio que juega de base y no sigue en el carplus fuenlabrada 

## Trayectoria deportiva
Es un jugador formado en la cantera del Vršac de su ciudad natal en el que jugaría desde 2012 a 2014, hasta que en verano de 2014, el jugador firma por el Vojvodina Srbijagas.
En 2015 llega a Polonia para jugar en Turów Zgorzelec de la PLK durante la temporada 2015-16.
Tras el final de la temporada regular polaca, a finales de abril de 2016, firmó con Metalac Valjevo por el resto de la temporada. 
El 7 de octubre de 2016, Novak firmó con Mega Leks para la temporada 2016-17. 
El 21 de noviembre de 2017, Novak regresó a Polonia para firmar por el club polaco MKS Dąbrowa Górnicza. 
Durante las temporadas 2018-19 y la 2019-20 jugaría en el Mitteldeutscher BC de la Basketball Bundesliga. En la segunda temporada en Alemania, sería máximo asistente de la competición con 8,9 asistencias por encuentro.
El 30 de octubre de 2020, Novak firmó por Mega Leks para jugar la liga serbia y la ABA Liga. Durante la primera vuelta de la competición promediaría 6,4 puntos, 5,5 asistencias y 3,6 rebotes en Adriática.
El 4 de enero de 2021, firma por el Urbas Fuenlabrada de la Liga Endesa.

## Internacional
Novak fue miembro del equipo nacional serbio sub-19 que ganó la medalla de plata en el Campeonato Mundial FIBA Sub-19 2013 en la República Checa.